# Indian Head (Maryland)
Indian Head è un comune degli Stati Uniti d'America, situato nello stato del Maryland, nella contea di Charles.